# Moderna (compañía)
Moderna es una empresa estadounidense de biotecnología, especializada en el descubrimiento y desarrollo de fármacos y tecnologías que permitan la obtención de nuevas vacunas basadas exclusivamente en ARN mensajero. Su nombre, anteriormente escrito ModeRNA, es el acrónimo de RNA Modificado. Tiene su sede en Cambridge, en el estado de Massachusetts. El modelo de negocio y la plataforma tecnológica de Moderna consiste en insertar ARN mensajero sintético en células vivas para su «reprogramación» y que estas desarrollen respuestas inmunitarias, en lugar de las estrategias habituales que se aplican con los medicamentos convencionales. La técnica de Moderna, aunque novedosa, ya ha sido utilizada y abandonada por grandes compañías farmacéuticas y biotecnológicas, al no poder superar los efectos secundarios provocados al insertar el ARN a las células. En 2021, ninguna empresa había logrado que se aprobase ningún fármaco –excluyendo vacunas– basado en el ARN mensajero para uso humano.
En sus primeros años, Moderna realizó ensayos con AstraZeneca y Merck en áreas terapéuticas necesitadas de nuevas vacunas o medicamentos contra enfermedades comunes y en el terreno de las enfermedades raras con Alexion Pharmaceuticals, aunque en ambos casos la mayoría de ensayos no tuvieron éxito. En 2014, Moderna decidió centrarse exclusivamente en el desarrollo de vacunas de menor margen basadas en ARNm. Este cambio estratégico hizo que los expertos de la industria y sus empleados cuestionaran la viabilidad financiera de la empresa, aunque la compañía confió en obtener resultados prometedores en los años posteriores. En diciembre de 2018, Moderna se convirtió en la empresa de biotecnología con la oferta pública de venta (OPV) más grande de la historia, al recaudar 600 millones de dólares por la venta del 8% de sus acciones, lo que implicó una valoración total de la compañía de 7500 millones de dólares, a pesar de que desde su fundación ya acumulaba 3200 millones en capital recaudado y 1500 millones de dólares en pérdidas.
Obtuvo notable atención mediática en 2020, cuando se convirtió en una de las principales compañías involucradas en la obtención de una vacuna que frenase la pandemia provocada por el coronavirus SARS-CoV-2. Por ello, en mayo de ese año su valoración se disparó hasta los 30.000 millones y la empresa declaraba disponer de 2000 millones de dólares en capital para inversiones, aunque para entonces ninguna de sus moléculas de ARNm había llegado a ensayos clínicos avanzados, fundamentalmente debido a sus efectos secundarios. En julio de 2020, la compañía anunció que su vacuna experimental de ARNm para el COVID-19, financiada por el gobierno de Estados Unidos y en fase I de ensayo clínico, había producido anticuerpos que neutralizaban la enfermedad en adultos sanos. En diciembre de 2020, su vacuna para el COVID-19 fue finalmente aprobada, primero en Estados Unidos y semanas después en múltiples países.

## Tecnología

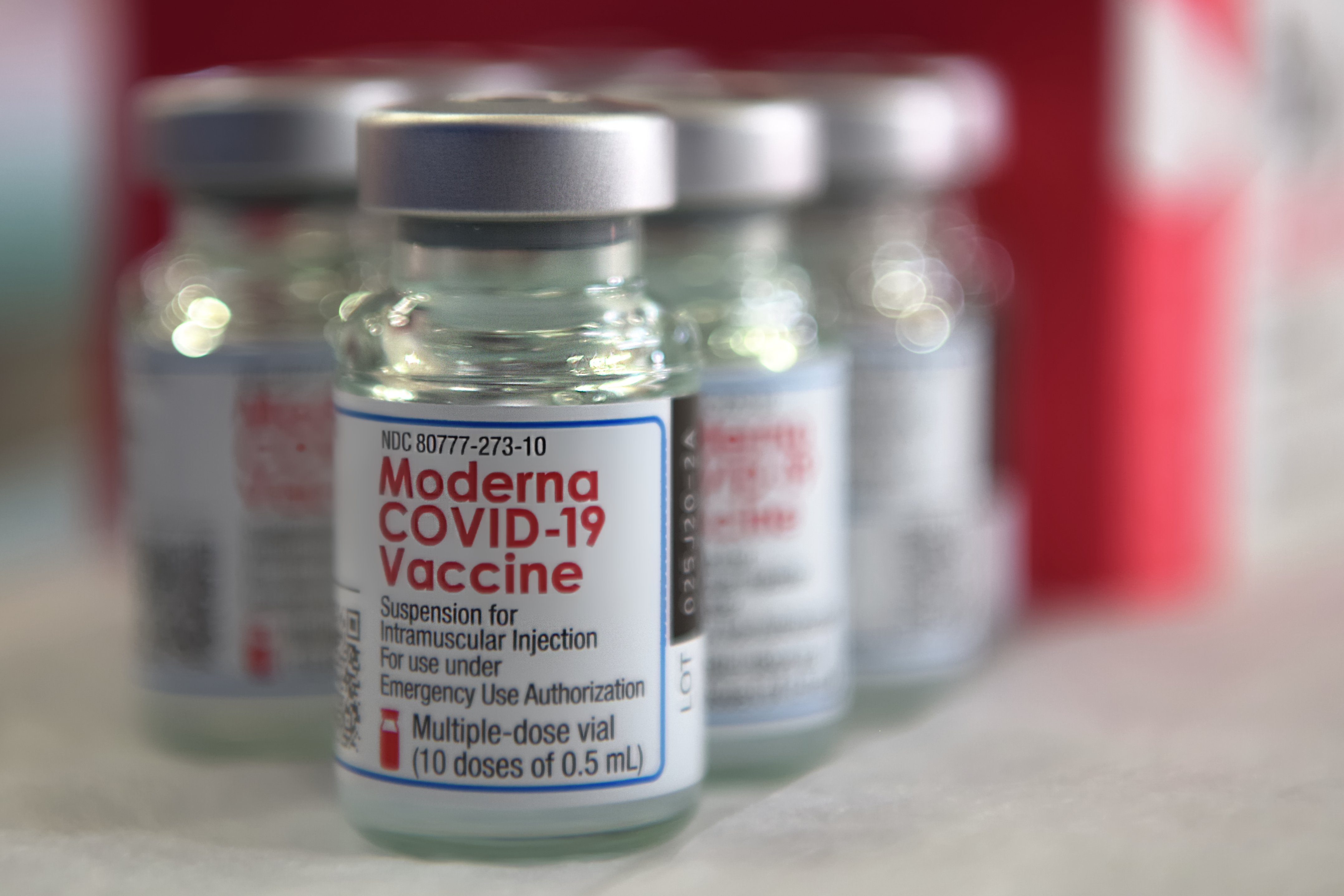
Vacuna para COVID-19 basada en ARN desarrollada por Moderna.

Moderna posee una tecnología propia que consiste en el desarrollo de ARN mensajero contenido en liposomas, al utilizar el ARNm con nucleósidos de pseudouridinas. Los candidatos seleccionados están diseñados para tener una mejor eficiencia en el plegado y traducción mediante mutagénesis. Aunque la tecnología basada en ARN mensajero ha arrojado resultados positivos en ensayos clínicos, Moderna se ha encontrado casi siempre con excesivos efectos secundarios, especialmente cuando se han tenido que utilizar dosis altas para alcanzar el umbral de eficacia esperado. Siguiendo esta línea de investigación, en enero de 2020, Moderna anunció el desarrollo de una vacuna de ARN denominada mRNA-1273 para inducir inmunidad al SARS-CoV-2, en competencia con otras empresas de biotecnología. La tecnología utilizada se basa de nuevo en un compuesto de ARN mensajero, que induce inmunidad al SARS-CoV-2 al codificar una proteína pico (S) estabilizada por prefusión presente de forma natural en la superficie de las partículas del SARS-CoV-2. La vacuna experimental contra el COVID-19 se mostró eficaz en las fases I y II de los ensayos clínicos, pero se observaron reacciones adversas leves y moderadas, como fiebre, fatiga, dolor de cabeza, dolor muscular y dolor en el lugar de la inyección en todos los grupos de voluntarios independientemente del tamaño de la dosis administrada, sin embargo los efectos adversos se volvieron más comunes a medida que se aumentaba la dosis. La vacuna administrada en dosis bajas se consideró segura y eficaz, por lo que en agosto de 2020 comenzó la fase III del ensayo clínico, donde se administró a los voluntarios dos dosis de 100 μg en un intervalo de 29 días. En noviembre la compañía dio a conocer que, según ensayos preliminares supervisados por los NIH, esta vacuna posee una eficacia del 94,5% y no se habían presentado problemas de seguridad significativos.
En agosto de 2020, Estados Unidos anunció, como parte de la Operación Warp Speed, que había firmado un acuerdo para comprar 100 millones de dosis de la vacuna anticipada de Moderna, mientras que la Unión Europea reservó otras 80 millones de dosis con opción a 80 millones adicionales. Tras aprobarse en diciembre de 2020, la vacuna de Moderna se convirtió en la segunda de su tipo en recibir autorización para su uso en humanos, apenas unos días después de aprobarse la primera, creada por la farmacéutica BioNTech de Alemania.